# 库恩泽尔
库恩泽尔（Kunzer），是印度查谟-克什米尔邦Baramula县的一个城镇。总人口1901（2001年）。

## 人口
该地2001年总人口1901人，其中男性900人，女性1001人；0—6岁人口245人，其中男100人，女145人；识字率45.61%，其中男性为62.44%，女性为30.47%。